# بخش کولمر-ریبووییه
بخش کولمر-ریبووییه (به فرانسوی: Arrondissement de Colmar-Ribeauvillé) یک بخش در فرانسه است که در او-رن واقع شده‌است.